# La Neuville-aux-Bois
La Neuville-aux-Bois é uma comuna francesa na região administrativa do Grande Leste, no departamento de Marne. Estende-se por uma área de 14.48 km², e possui 141 habitantes, segundo o censo de 2018, com uma densidade de 9.7 hab/km².